# 豊田浩之
豊田 浩之（とよた ひろゆき、1976年6月1日 - ）は日本の高校野球指導者。

## 経歴
亜細亜大学では、4年時に正捕手として1年下の佐藤宏志、2年下の吉川昌宏とのバッテリーで春秋リーグ戦優勝に貢献。同期に赤星憲広、1年上に井端弘和、飯塚智広がいる。石川県の北陸大谷高校でコーチとして4年間指導。
その後は母校の岩倉高校に着任。コーチ、監督を務め、2010年からは部長、2014年からは再び監督を務めている。現在では同校の生徒指導部長も務めている。